# Màxim d'Alexandria
Màxim d'Alexandria va ser el 15è patriarca d'Alexandria des de l'any 264 al 272.
Va néixer a Alexandria de pares cristians que el van criar i educar bé, i parlava molt bé la llengua grega.
El patriarca Hèracles el va ordenar diaca prestava servei a l'església d'Alexandria. Més tard, el patriarca Dionís el va ordenar sacerdot. Quan Dionís va morir, va ser elegit patriarca el dia 9 de novembre de l'any 264.
Poc després de la seva entronització, va rebre una carta del Sínode d'Antioquia, on explicava els motius per excomunicar Pau de Samòsata i els seus seguidors, acusats de negar la naturalesa divina de Crist. Va donar a conèixer l'escrit als sacerdots d'Alexandria i va enviar una carta a totes les ciutats d'Egipte, Etiòpia i Núbia per advertir-los de l'heretgia de Pau de Samòsata. La seva actuació, i les dels patriarques de Jerusalem i d'Edessa van portar a la deposició de Pau de Samòsata i a la seva condemna com a heretge.
Màxim va governar la seu del patriarcat durant disset anys i cinc dies, fins a la seva mort. L'Església Ortodoxa Copta el considera sant, i segons el Sinaxari celebra la seva festa el 22 d'abril. També és considerat sant per l'Església Catòlica, que el venera el dia 27 de desembre.